# دينا محمد مطر
دينا مطر (1985-) هي فنانة تشكيلية فلسطينية، من مواليد مدينة غزة. نالت شهادة البكالوريوس في الفنون الجميلة والتربية من جامعة الأقصى عام 2007. وهي عضو في مجموعة إلتقاء للفن المعاصر في غزة. عملت في مجال التدريب للشباب من خلال ورش عمل ومشاريع فنية بالتعاون مع مؤسسة عبد المحسن القطان، والمركز الثقافي الفرنسي. حصلت على الإقامة الفنية في المدينة الدولية للفنون في باريس عام 2012. عُرضت أعمالها في معارض دولية في جنيف وفرنسا وغيرها.

## أسلوبها الفني
يندرج أسلوب دينا محمد مطر الفني ضمن المدرسة التعبيرية التي تحاكي الطبيعة، وتأثرت بشدة بأسلوب بابلو بيكاسوس التكعيبي في طريقة تعاملها مع الهياكل والخطوط داخل الفضاء، تستمد أفكارها من حياتها اليومية في المخيم وشوارعه الضيقة والجيران، والبحر، وتعتمد على عناصر الطبيعة والألوان المبهجة. كما تستخدم الزخرفة كجزء أساسي في أعمالها، كالزهور، والنباتات، والاشجار، وتحاكي في ذلك الفن الإسلامي الذي يعتمد على الأشكال الهندسية المجردة من الطبيعة. تأخذ من الفن سلاح سلمي للمقاومة، حيث تصف في لوحاتها الحروب على غزة، وتعكسها بنوع من الأمل، كما تظهر التناقض بين الجمال والواقع المعاش في غزة، تظهر أعمالها الإصرار والمثابرة على الوجود وحب الحياة، ومثبت في لوحاتها العالم الذي بقيت فيه غزة بعد الحرب التي دمرت كل جوانب الحياة، واستخدمت الألوان الزاهية كدعوة للأمل والتفاؤل وإشارة إلى أنهم ما زالو على قيد الحياة.

## معارضها
شاركت مطر في عدة معارض فردية وجماعية محلية ودولية منها:
- معرض تحيا النساء في محترف شبابيك للفن المعاصر في غزة عام 2019.
- معرض مراحل في المعهد الثقافي الفرنسي في غزةعام 2017.
- معرض تحول الذاكرة في نيويورك عام 2016.
- معرض لحن الزهور، في جاليري المرخية، الدوحة عام 2014
- معرض فناني فلسطين وفرنسا والأردن في عمان عام 2013.
- معرض غداً سوف يحب الحياة في الدوحة عام 2012.
- معرض المطر الأول، في مؤسسة القطان بالتعاون مع المركز الثقافي الفرنسي عام 2012.
- معرض قصص مرئية، في بيت التقاء للفنانين، غزة، عام 2010.
- معرض فضاء محتل في مؤسسة القطان، لندن عام 2008.
- معرض مواسم غزة في جنيف، سويسرا، عام 2007.

## الجوائز
حصلت مطر على جائزة السيدة الإنسانية عام 2018 من الحكومة التشيكية عن فئة الفنون التشكيلية، وجائزة بنك فلسطين في غزة عام 2009، وحصلت على منحة الصندوق الثقافي الفلسطيني في رام الله.

## المقتنيات
أعمالها الفنية مقتناة في مؤسسة عبد المحسن القطان و دار النمر، و مجموعة أبو غزالة الاردن، وبنك فلسطين.